# Achilles '29 in het seizoen 2011/12
In het seizoen 2011/12 kwam Achilles '29 uit in de Topklasse Zondag, hierin werd het kampioen. De club speelde de eerste officiële wedstrijd tegen V.V. IJsselmeervogels voor de Super Cup voor de amateurs die werd gewonnen. De club werd voor de landelijke KNVB Beker en de regionale Districtsbeker uitgeschakeld in respectievelijk de 1/8 finale (N.E.C.) en de vierde ronde (RKHVV). De twee laatste officiële wedstrijden van het seizoen werden gespeeld om de titel algemeen amateurkampioen tegen SV Spakenburg. Na dit tweeluik bleek Achilles '29 de schaal die aan deze titel hangt in ontvangst te mogen nemen: over twee wedstrijden was de stand 5-0. Dit seizoen was het tiende en tevens laatste seizoen onder de hoede van hoofdtrainer Eric Meijers, die op 23 juni 2012 bij Helmond Sport tekende, en het tweede seizoen in de Topklasse Zondag, nadat de Heikanters vorig jaar tweede werden achter FC Oss. Het seizoen 2011/12 was het meest succesvolle seizoen in de geschiedenis van de club.

## Selectie 2011/12

### Topscorers
Hieronder staan de topscorers per 26 mei 2012. Indien er een gelijke stand was in het totaal aantal gescoorde doelpunten werd de persoon met de meeste doelpunten in de Topklasse Zondag eerst genoemd, daarna doelpuntenmakers in de KNVB Beker, dan mensen die wisten te scoren in de wedstrijd om de Super Cup (alleen Daniël van Straaten en Thijs Hendriks) en het tweeluik om het algemeen amateurkampioenschap en als laatste werden de spelers gesorteerd op het aantal doelpunten in de districtsbeker. Eigen doelpunten gescoord door de tegenstander kwamen niet hoger in de tabel te staan.
| #                           | Naam                        | Top-klasse | KNVB Beker | Super Cup | Amat.-kamp. | Distr.-beker | Totaal |
| --------------------------- | --------------------------- | ---------- | ---------- | --------- | ----------- | ------------ | ------ |
| 1                           | Frank Hol                   | 19         | 0          | 0         | 2           | 3            | 24     |
| 2                           | Thijs Hendriks              | 16         | 2          | 1         | 2           | 1            | 22     |
| 3                           | Daniël van Straaten         | 10         | 0          | 1         | 0           | 1            | 12     |
| 4                           | Daan Paau                   | 8          | 0          | 0         | 1           | 0            | 9      |
| 5                           | Ted Heijckmann              | 2          | 0          | 0         | 0           | 5            | 7      |
| 6                           | Dominique Scholten          | 5          | 0          | 0         | 0           | 1            | 6      |
| 7                           | Arjan Goorman               | 3          | 0          | 0         | 0           | 2            | 5      |
| 8                           | Laurens Rijnbeek            | 2          | 0          | 0         | 0           | 2            | 4      |
| 9                           | Tim Verhoeven               | 2          | 0          | 0         | 0           | 0            | 2      |
| 9                           | Ivo Rigter                  | 2          | 0          | 0         | 0           | 0            | 2      |
| 9                           | Rik Sebens                  | 1          | 0          | 0         | 0           | 1            | 2      |
| 9                           | Peter van Putten            | 0          | 0          | 0         | 0           | 2            | 2      |
| 13                          | Chaimil Mormon              | 1          | 0          | 0         | 0           | 0            | 1      |
| 13                          | Twan Smits                  | 0          | 1          | 0         | 0           | 0            | 1      |
| 13                          | Huub Cremers                | 0          | 0          | 0         | 0           | 1            | 1      |
| 13                          | Rens Müskens1               | 0          | 0          | 0         | 0           | 1            | 1      |
| Eigen doelpunt tegenstander | Eigen doelpunt tegenstander | 1          | 0          | 0         | 0           | 0            | 1      |
| Totaal                      | Totaal                      | 72         | 3          | 2         | 5           | 20           | 102    |

1 Rens Müskens speelt in het tweede elftal van Achilles '29. Hij wist in de wedstrijd tegen RVW eenmaal te scoren.

### Complete selectie
| Rugnr. | Naam               | Nationaliteit | Positie      |
| ------ | ------------------ | ------------- | ------------ |
| 1      | Richard Verwoert   | Nederland     | Doelman      |
| 2      | Djimmie van Putten | Nederland     | Verdediger   |
| 3      | Tim Sanders        | Nederland     | Verdediger   |
| 4      | Laurens Rijnbeek   | Nederland     | Verdediger   |
| 5      | Tim Konings        | Nederland     | Verdediger   |
| 6      | Arjan Goorman      | Nederland     | Middenvelder |
| 7      | Dominique Scholten | Nederland     | Middenvelder |
| 8      | Twan Smits vice-   | Nederland     | Middenvelder |
| 9      | Ivo Rigter         | Nederland     | Aanvaller    |
| 10     | Thijs Hendriks     | Nederland     | Aanvaller    |
| 11     | Tim Verhoeven      | Nederland     | Verdediger   |
| 12     | Huub Cremers       | Nederland     | Verdediger   |

| Rugnr. | Naam                | Nationaliteit | Positie      |
| ------ | ------------------- | ------------- | ------------ |
| 13     | Barry Ditewig vice- | Nederland     | Doelman      |
| 14     | Frank Hol           | Nederland     | Aanvaller    |
| 15     | Chaimil Mormon      | Nederland     | Middenvelder |
| 16     | Daan Paau           | Nederland     | Aanvaller    |
| 17     | Sebastiaan Goderie  | Nederland     | Middenvelder |
| 18     | Ted Heijckmann      | Nederland     | Aanvaller    |
| 19     | Luuk d'Hooghe       | Nederland     | Aanvaller    |
| 20     | Peter van Putten    | Nederland     | Middenvelder |
| 21     | Rik Sebens          | Nederland     | Middenvelder |
| 22     | Bart van de Beek    | Nederland     | Doelman      |
| 23     | Daniël van Straaten | Nederland     | Middenvelder |
| 25     | Berry van Leeuwen   | Nederland     | Aanvaller    |

### Aangetrokken en vertrokken spelers
| Naam               | Nationaliteit | Positie      | Afkomstig van |
| ------------------ | ------------- | ------------ | ------------- |
| Huub Cremers       | Nederland     | Verdediger   | Juliana '31   |
| Ted Heijckmann     | Nederland     | Aanvaller    | SBV Vitesse   |
| Berry van Leeuwen  | Nederland     | Aanvaller    | FC Oss        |
| Daan Paau          | Nederland     | Aanvaller    | SV AWC        |
| Dominique Scholten | Nederland     | Middenvelder | FC Oss        |
| Rik Sebens         | Nederland     | Middenvelder | De Graafschap |
| Richard Verwoert   | Nederland     | Doelman      | Eigen jeugd   |

| Rugnr. | Naam             | Nationaliteit | Positie      | Vertrekkend naar |
| ------ | ---------------- | ------------- | ------------ | ---------------- |
| 3      | Roy Grootaert    | Nederland     | Verdediger   | Quick 1888       |
| 16     | Mark van Haarlem | Nederland     | Aanvaller    | Quick 1888       |
| 18     | Gradus Hempenius | Nederland     | Middenvelder | Excelsior '31    |
| 7      | Peter Hendriks   | Nederland     | Verdediger   | 1                |
| 1      | Stefan Kersten   | Nederland     | Doelman      | 2                |
| 24     | Willem Korsten   | Nederland     | Aanvaller    | 2                |
| 4      | Maarten Smulders | Nederland     | Verdediger   | SV Milsbeek      |

1 Stopt als voetballer 
2 Stopt als voetballer en gaat werken in de (trainings-)staf van Achilles '29

### Technische staf
| Naam            | Nationaliteit | Functie           |
| --------------- | ------------- | ----------------- |
| Eric Meijers    | Nederland     | Hoofdtrainer      |
| Frans Derks     | Nederland     | Assistent-trainer |
| Twan Centen     | Nederland     | Keeperstrainer    |
| Willem Korsten1 | Nederland     | Spitsentrainer    |
| Bart Potjes     | Nederland     | Verzorger         |
| Jos Poelen      | Nederland     | Fysiotherapeut    |
| Leon Wijers     | Nederland     | Elftalleider      |
| Arno Nillessen  | Nederland     | Materiaalman      |
| Vincent Esveld  | Nederland     | Teammanager       |
| Stefan Kersten  | Nederland     | Teammanager       |

1 Tot 6 maart 2012 was oud-speler van Achilles '29 Willem Korsten actief als spitsen- en assistent-trainer. Op desbetreffende dinsdag heeft Korsten aan de spelersgroep laten weten per direct zijn functie neer te leggen omdat de samenwerking anders was dan dat hij in eerste instantie verwacht had.

## Super Cup voor amateurs
Achilles '29 speelde op 13 augustus 2011 in Spakenburg op de Rode kant van Sportpark De Westmaat tegen de meest succesvolle amateurclub uit Nederland, V.V. IJsselmeervogels. De twee clubs streden om de Super Cup voor amateurs. IJsselmeervogels, dat in het seizoen 2010/11 de Topklasse zaterdag had gewonnen, wist tegen de kampioen van de Topklasse zondag (FC Oss) de twee wedstrijden om het algeheel amateurkampioenschap allebei met 2-0 te winnen. Hierdoor was het de landskampioen bij de amateurs. Achilles '29 had in het voorgaande seizoen de Districtsbeker Oost en hierna voor het eerst de KNVB Beker voor amateurs gewonnen. Zoals ook bij de profs is, speelt de landskampioen tegen de bekerwinnaar: IJsselmeervogels-Achilles '29. De wedstrijd werd met 1-2 gewonnen door de Heikanters. Het was voor de Groesbekers de eerste wedstrijd voor de Super Cup voor de amateurs en die werd dus meteen gewonnen.
|                            |                       |               |                               |                                                                            |
| 13 augustus 2011 14:30 uur | V.V. IJsselmeervogels | 1 – 2 (1 – 1) | Achilles '29                  | Stadion: Sportpark de Westmaat, Spakenburg Scheidsrechter: Marcel Bellinga |
| 13 augustus 2011 14:30 uur | Verweij 27'           | Verslag       | 10' Van Straaten 78' Hendriks | Stadion: Sportpark de Westmaat, Spakenburg Scheidsrechter: Marcel Bellinga |
| 13 augustus 2011 14:30 uur |                       |               |                               | Stadion: Sportpark de Westmaat, Spakenburg Scheidsrechter: Marcel Bellinga |
| 13 augustus 2011 14:30 uur |                       |               |                               | Stadion: Sportpark de Westmaat, Spakenburg Scheidsrechter: Marcel Bellinga |
|                            |                       |               |                               |                                                                            |

## KNVB Beker
In de eerste ronde voor de landelijke KNVB Beker speelden de Groesbekers tegen het Zuid-Hollandse VV Katwijk.
|                            |              |               |            |                                                                                  |
| 24 augustus 2011 20:00 uur | Achilles '29 | 1 – 0 (0 – 0) | VV Katwijk | Stadion: Sportpark De Heikant, Groesbeek Scheidsrechter: Fabian de Lima Schepens |
| 24 augustus 2011 20:00 uur | Hendriks 76' | Verslag       |            | Stadion: Sportpark De Heikant, Groesbeek Scheidsrechter: Fabian de Lima Schepens |
| 24 augustus 2011 20:00 uur |              |               |            | Stadion: Sportpark De Heikant, Groesbeek Scheidsrechter: Fabian de Lima Schepens |
| 24 augustus 2011 20:00 uur |              |               |            | Stadion: Sportpark De Heikant, Groesbeek Scheidsrechter: Fabian de Lima Schepens |
|                            |              |               |            |                                                                                  |

In de tweede ronde trof Achilles '29 in eigen huis eerste divisionist Telstar. Na verlenging gaf het scorebord nog altijd dezelfde cijfers aan als tijdens de rust: 1-1. Dit betekende dat een penaltyreeks zou volgen. In deze reeks werden bijzonder weinig penalty's daadwerkelijk benut: slechts 3. Achilles '29 wist dankzij Barry Ditewig (stopte twee penalty's in genoemde reeks) de volgende ronde te bereiken.
|                             |                                                   |                                 |                                      |                                                                        |
| 22 september 2011 20:00 uur | Achilles '29                                      | 1 – 1 (1 – 1, 1 – 1) 2 – 1 pen. | Telstar                              | Stadion: Sportpark De Heikant, Groesbeek Scheidsrechter: Siemen Mulder |
| 22 september 2011 20:00 uur | Hendriks 35'                                      | Verslag                         | 23' Sheotahul                        | Stadion: Sportpark De Heikant, Groesbeek Scheidsrechter: Siemen Mulder |
| 22 september 2011 20:00 uur | Strafschoppen                                     |                                 |                                      | Stadion: Sportpark De Heikant, Groesbeek Scheidsrechter: Siemen Mulder |
| 22 september 2011 20:00 uur | Verhoeven Van Straaten Scholten d'Hooghe Hendriks |                                 | Fafiani Promes Kuipers Sari Schenkel | Stadion: Sportpark De Heikant, Groesbeek Scheidsrechter: Siemen Mulder |
|                             |                                                   |                                 |                                      |                                                                        |

Ook in de derde ronde trof de Groesbekers een ploeg uit de Jupiler League. Dit keer waren het de mannen van René Trost, het Limburgse MVV Maastricht. De ploeg van Eric Meijers speelde op 25 oktober in eigen huis om 20:00 uur. MVV was de vijfde club uit het betaalde voetbal dat door Achilles '29 is uitgeschakeld in de KNVB Beker.
|                           |                        |               |                |                                                                     |
| 25 oktober 2011 20:00 uur | Achilles '29           | 1 – 0 (1 – 0) | MVV Maastricht | Stadion: Sportpark De Heikant, Groesbeek Scheidsrechter: Ed Janssen |
| 25 oktober 2011 20:00 uur | Smits 22' Hendriks '34 | Verslag       |                | Stadion: Sportpark De Heikant, Groesbeek Scheidsrechter: Ed Janssen |
| 25 oktober 2011 20:00 uur |                        |               |                | Stadion: Sportpark De Heikant, Groesbeek Scheidsrechter: Ed Janssen |
| 25 oktober 2011 20:00 uur |                        |               |                | Stadion: Sportpark De Heikant, Groesbeek Scheidsrechter: Ed Janssen |
|                           |                        |               |                |                                                                     |

Door deze overwinning schreef Achilles '29 geschiedenis. Het was de eerste amateurclub dat driemaal in vier jaar tijd de 1/8 finale wist te bereiken. Bovendien was MVV de zesde club uit het betaald voetbal dat werd uitgeschakeld in de beker. Eerder moesten RBC Roosendaal en FC Volendam er aan geloven en in 2008 versloeg het RKC Waalwijk, waarna het in de 1/8 finale kansloos door de latere kampioen AZ Alkmaar werd uitgeschakeld. In 2010 versloeg het Heracles Almelo, waarna RKC Waalwijk revanche nam en de Groesbekers na penalty's versloeg. 
In de derde 1/8 finale van de Groesbekers ooit kwamen ze N.E.C. Nijmegen tegen. De Nijmegenaren namen het op 21 december op in eigen huis, wat overigens slechts 12 kilometer van het Groesbeekse sportcomplex af ligt. De wedstrijd eindigde met een stand van 3-0 op het scorebord, waarin de Groesbekers niet veel te zeggen hadden.
|                   |                                    |               |              |                                                               |
| 21 december 18:45 | N.E.C.                             | 3 – 0 (2 – 0) | Achilles '29 | Stadion: Goffertstadion, Nijmegen Scheidsrechter: Ruud Bossen |
| 21 december 18:45 | Vadócz 17' Goossens 26' Platje 84' | Verslag       |              | Stadion: Goffertstadion, Nijmegen Scheidsrechter: Ruud Bossen |
| 21 december 18:45 |                                    |               |              | Stadion: Goffertstadion, Nijmegen Scheidsrechter: Ruud Bossen |
| 21 december 18:45 |                                    |               |              | Stadion: Goffertstadion, Nijmegen Scheidsrechter: Ruud Bossen |
|                   |                                    |               |              |                                                               |

## Districtsbeker Oost
Voor de districtsbeker speelde het Groesbeekse elftal allereerst tegen DVV Duiven. De wedstrijd werd met behulp van meerdere spelers uit het tweede elftal met ruime cijfers gewonnen.
|                           |            |               | |                                        |
| 22 oktober 2011 16:15 uur | DVV Duiven | 0 – 9 (0 – 3) | Achilles '29                                                                                                  | Stadion: Sportpark Horsterpark, Duiven |
| 22 oktober 2011 16:15 uur |            | Verslag       | 3' Creemers 14' Goorman 18' Heijckmann 60' Hol 75' Heijckmann 77' Heijckmann 80' Scholten 85' Goorman 87' Hol | Stadion: Sportpark Horsterpark, Duiven |
| 22 oktober 2011 16:15 uur |            |               | | Stadion: Sportpark Horsterpark, Duiven |
| 22 oktober 2011 16:15 uur |            |               | | Stadion: Sportpark Horsterpark, Duiven |
|                           |            |               | |                                        |

Loting heeft uitgewezen dat Achilles '29 het in de volgende ronde op moest nemen tegen N.E.C. Amateurs. De wedstrijd werd gespeeld op 16 november op MSC De Eendracht.
|                            |                             |               |                                           |                                     |
| 16 november 2011 20:00 uur | Sportclub N.E.C.            | 2 – 3 (1 – 1) | Achilles '29                              | Stadion: MSC De Eendracht, Nijmegen |
| 16 november 2011 20:00 uur | Al Mansouri 20' Diebels 70' | Verslag       | 5' Heijckmann 47' Sebens 88' Van Straaten | Stadion: MSC De Eendracht, Nijmegen |
| 16 november 2011 20:00 uur |                             |               |                                           | Stadion: MSC De Eendracht, Nijmegen |
| 16 november 2011 20:00 uur |                             |               |                                           | Stadion: MSC De Eendracht, Nijmegen |
|                            |                             |               |                                           |                                     |

In de tussenronde, om bij de laatste 32 te komen, speelt Achilles '29 tegen de Vierdeklasser RVW uit Heelsum. Het was in eerste instantie gekoppeld aan de koploper in de Tweede Klasse, FC Presikhaaf, maar omdat deze loting niet in het openbaar werd uitgevoerd moest deze opnieuw. De wedstrijd was oorspronkelijk gepland op 18 december en de opbrengst van de kaartverkoop zou volledig naar de Voedselbank gaan, maar daar de hevige sneeuwval de avond hier voorafgaand, hebben beide ploegen besloten de wedstrijd af te gelasten. De nieuwe datum was 15 januari 2012, waardoor dit de eerste officiële wedstrijd van het kalenderjaar was voor de Groesbekers. Eric Meijers besloot meerdere spelers uit het tweede elftal te laten debuteren. Ook stond Peter van Putten na een lange blessure weer in de basiself, ditmaal als aanvoerder. Het opgehaalde bedrag voor de Voedselbank bedraagt € 1.375,-
|                           |     |               |                                                                            |                                                                              |
| 15 januari 2012 14:30 uur | RVW | 0 – 5 (0 – 3) | Achilles '29                                                               | Stadion: Sportpark Wilhelmina, Heelsum Scheidsrechter: Steven van der Vrande |
| 15 januari 2012 14:30 uur |     | Verslag       | 2' Heijckmann 13' P. Van Putten 42' Müskens 61' P. Van Putten 87' Hendriks | Stadion: Sportpark Wilhelmina, Heelsum Scheidsrechter: Steven van der Vrande |
| 15 januari 2012 14:30 uur |     |               |                                                                            | Stadion: Sportpark Wilhelmina, Heelsum Scheidsrechter: Steven van der Vrande |
| 15 januari 2012 14:30 uur |     |               |                                                                            | Stadion: Sportpark Wilhelmina, Heelsum Scheidsrechter: Steven van der Vrande |
|                           |     |               |                                                                            |                                                                              |

In de vierde ronde van de districtsbeker moest Achilles thuis tegen het Huissense RKHVV spelen, wat tevens de oude club van trainer Eric Meijers is. De wedstrijd werd gespeeld op dinsdag 28 februari 2012. Na een snelle voorsprong kwam het veredelde tweede elftal van Achilles '29 door een eigen doelpunt en een goal van Wessel van der Horst met rust op een 1-2-achterstand. Door twee achtereenvolgende doelpunten van Laurens Rijnbeek kwam Achilles nog op voorsprong, maar in de 89e minuut wist RKHVV de gelijkmaker te maken. RKHVV begon slecht met de strafschoppen, maar wist door missers van onder meer Rik Sebens en Thijs Hendriks Achilles '29 uit te schakelen. Hadden de Witzwarten de wedstrijd weten te winnen, dan stond er een Groesbeekse bekerderby op het programma, omdat het dan in de vijfde ronde had moeten aantreden tegen het noordelijker gelegen VV Germania dat met 8-1 won van VV Ostrabeke.
|                            |                                                 |                          |                                                  |                                          |
| 28 februari 2012 20:00 uur | Achilles '29                                    | 3 – 3 (1 – 2) 3 – 4 pen. | RKHVV                                            | Stadion: Sportpark De Heikant, Groesbeek |
| 28 februari 2012 20:00 uur | Hol 1' Rijnbeek 53' Rijnbeek 57'                | Verslag                  | 26' Verwoert (e.d.) 38' Van der Horst 89' Davids | Stadion: Sportpark De Heikant, Groesbeek |
| 28 februari 2012 20:00 uur | Strafschoppen                                   |                          |                                                  | Stadion: Sportpark De Heikant, Groesbeek |
| 28 februari 2012 20:00 uur | Verhoeven Van Straaten Scholten Sebens Hendriks |                          | Davids Axwijk Vahlkamp Albertus Van der Horst    | Stadion: Sportpark De Heikant, Groesbeek |
|                            |                                                 |                          |                                                  |                                          |

## Topklasse zondag

### Programma
Hieronder is een overzicht van de wedstrijden die Achilles '29 speelt in de Topklasse zondag in het seizoen 2011/12.
|                            |              |               |                                   |                                                                       |
| 21 augustus 2011 14:00 uur | FC Hilversum | 1 – 3 (0 – 2) | Achilles '29                      | Stadion: Sportpark Crailoo, Hilversum Scheidsrechter: Alex van Kraaij |
| 21 augustus 2011 14:00 uur | Sedal 47'    | Verslag       | 1' Hendriks 43' Hendriks 80' Paau | Stadion: Sportpark Crailoo, Hilversum Scheidsrechter: Alex van Kraaij |
| 21 augustus 2011 14:00 uur |              |               |                                   | Stadion: Sportpark Crailoo, Hilversum Scheidsrechter: Alex van Kraaij |
| 21 augustus 2011 14:00 uur |              |               |                                   | Stadion: Sportpark Crailoo, Hilversum Scheidsrechter: Alex van Kraaij |
|                            |              |               |                                   |                                                                       |

Door het gelijkspel tegen VVSB leden de Heikanters al vroeg puntenverlies waardoor ze een achterstand op het veel scorende HSC '21 en Haaglandia kregen.
|                            |              |               |      |                                                                        |
| 28 augustus 2011 14:30 uur | Achilles '29 | 0 – 0 (0 – 0) | VVSB | Stadion: Sportpark De Heikant, Groesbeek Scheidsrechter: Lorenzo Cairo |
| 28 augustus 2011 14:30 uur | Verslag      |               |      | Stadion: Sportpark De Heikant, Groesbeek Scheidsrechter: Lorenzo Cairo |
| 28 augustus 2011 14:30 uur |              |               |      | Stadion: Sportpark De Heikant, Groesbeek Scheidsrechter: Lorenzo Cairo |
| 28 augustus 2011 14:30 uur |              |               |      | Stadion: Sportpark De Heikant, Groesbeek Scheidsrechter: Lorenzo Cairo |
|                            |              |               |      |                                                                        |

Nadat ook Haaglandia puntenverlies leed, kwamen de Groesbekers weer op doelsaldo op de tweede plaats achter HSC '21.
|                            |             |               |                              |                                                                     |
| 31 augustus 2011 20:00 uur | EVV         | 1 – 3 (0 – 3) | Achilles '29                 | Stadion: Sportpark In De Bandert, Echt Scheidsrechter: René Meijers |
| 31 augustus 2011 20:00 uur | Evelein 67' | Verslag       | 3' Paau 25' Scholten 36' Hol | Stadion: Sportpark In De Bandert, Echt Scheidsrechter: René Meijers |
| 31 augustus 2011 20:00 uur |             |               |                              | Stadion: Sportpark In De Bandert, Echt Scheidsrechter: René Meijers |
| 31 augustus 2011 20:00 uur |             |               |                              | Stadion: Sportpark In De Bandert, Echt Scheidsrechter: René Meijers |
|                            |             |               |                              |                                                                     |

|                            |                                               |               |                  |                                                                       |
| 4 september 2011 14:30 uur | Achilles '29                                  | 4 – 1 (1 – 0) | HBS-Craeyenhout  | Stadion: Sportpark De Heikant, Groesbeek Scheidsrechter: Martin Pérez |
| 4 september 2011 14:30 uur | Hol 30' Scholten 53' Hol 62' Van Straaten 74' | Verslag       | 81' Kayha (pen.) | Stadion: Sportpark De Heikant, Groesbeek Scheidsrechter: Martin Pérez |
| 4 september 2011 14:30 uur |                                               |               |                  | Stadion: Sportpark De Heikant, Groesbeek Scheidsrechter: Martin Pérez |
| 4 september 2011 14:30 uur |                                               |               |                  | Stadion: Sportpark De Heikant, Groesbeek Scheidsrechter: Martin Pérez |
|                            |                                               |               |                  |                                                                       |

|                             |              |               |                  |                                                                        |
| 11 september 2011 14:30 uur | FC Lienden   | 0 – 1 (0 – 1) | Achilles '29     | Stadion: Sportpark de Abdijhof, Lienden Scheidsrechter: Ingmar Oostrom |
| 11 september 2011 14:30 uur | De Waard 90' | Verslag       | 39' Van Straaten | Stadion: Sportpark de Abdijhof, Lienden Scheidsrechter: Ingmar Oostrom |
| 11 september 2011 14:30 uur |              |               |                  | Stadion: Sportpark de Abdijhof, Lienden Scheidsrechter: Ingmar Oostrom |
| 11 september 2011 14:30 uur |              |               |                  | Stadion: Sportpark de Abdijhof, Lienden Scheidsrechter: Ingmar Oostrom |
|                             |              |               |                  |                                                                        |

Achilles '29 zette de goede reeks door met winst op aartsrivaal De Treffers en stond voor het eerst in haar geschiedenis op de eerste plaats van de Topklasse Zondag door duur puntenverlies van HSC '21.
|                             |                             |               |             |                                                                        |
| 18 september 2011 14:00 uur | Achilles '29                | 3 – 1 (2 – 1) | De Treffers | Stadion: Sportpark De Heikant, Groesbeek Scheidsrechter: Lorenzo Cairo |
| 18 september 2011 14:00 uur | Hol 2' Hendriks 24' Hol 56' | Verslag       | 31' Jans    | Stadion: Sportpark De Heikant, Groesbeek Scheidsrechter: Lorenzo Cairo |
| 18 september 2011 14:00 uur |                             |               |             | Stadion: Sportpark De Heikant, Groesbeek Scheidsrechter: Lorenzo Cairo |
| 18 september 2011 14:00 uur |                             |               |             | Stadion: Sportpark De Heikant, Groesbeek Scheidsrechter: Lorenzo Cairo |
|                             |                             |               |             |                                                                        |

|                             |           |               |                                             |                                                                     |
| 25 september 2011 14:00 uur | Quick '20 | 0 – 3 (0 – 0) | Achilles '29                                | Stadion: Sportpark Vondersweijde, Oldenzaal Scheidsrechter: Max Kok |
| 25 september 2011 14:00 uur |           | Verslag       | 57' Van Straaten 73' Goorman 80' Heijckmann | Stadion: Sportpark Vondersweijde, Oldenzaal Scheidsrechter: Max Kok |
| 25 september 2011 14:00 uur |           |               |                                             | Stadion: Sportpark Vondersweijde, Oldenzaal Scheidsrechter: Max Kok |
| 25 september 2011 14:00 uur |           |               |                                             | Stadion: Sportpark Vondersweijde, Oldenzaal Scheidsrechter: Max Kok |
|                             |           |               |                                             |                                                                     |

|                          |                           |               |                             |                                                                            |
| 2 oktober 2011 14:30 uur | Achilles '29              | 2 – 1 (1 – 1) | Amsterdamsche Football Club | Stadion: Sportpark De Heikant, Groesbeek Scheidsrechter: Killy Mandemakers |
| 2 oktober 2011 14:30 uur | Hendriks 15' Hendriks 73' | Verslag       | 5' Heij                     | Stadion: Sportpark De Heikant, Groesbeek Scheidsrechter: Killy Mandemakers |
| 2 oktober 2011 14:30 uur |                           |               |                             | Stadion: Sportpark De Heikant, Groesbeek Scheidsrechter: Killy Mandemakers |
| 2 oktober 2011 14:30 uur |                           |               |                             | Stadion: Sportpark De Heikant, Groesbeek Scheidsrechter: Killy Mandemakers |
|                          |                           |               |                             |                                                                            |

Op 7 oktober verloor Achilles '29 zijn ongeslagen status uit op het kunstgras van Emmen. Achilles '29 was de laatste Topklasser met deze ongeslagen status die was overgebleven.
|                          |           |               |              |                                                                    |
| 8 oktober 2011 18:00 uur | WKE       | 1 – 0 (1 – 0) | Achilles '29 | Stadion: Sportpark Grote Geert, Emmen Scheidsrechter: Martin Pérez |
| 8 oktober 2011 18:00 uur | Koops 13' | Verslag       |              | Stadion: Sportpark Grote Geert, Emmen Scheidsrechter: Martin Pérez |
| 8 oktober 2011 18:00 uur |           |               |              | Stadion: Sportpark Grote Geert, Emmen Scheidsrechter: Martin Pérez |
| 8 oktober 2011 18:00 uur |           |               |              | Stadion: Sportpark Grote Geert, Emmen Scheidsrechter: Martin Pérez |
|                          |           |               |              |                                                                    |

|                           |                                                       |               |               |                                                                       |
| 16 oktober 2011 14:30 uur | Achilles '29                                          | 4 – 0 (2 – 0) | HVV Hollandia | Stadion: Sportpark De Heikant, Groesbeek Scheidsrechter: René Meijers |
| 16 oktober 2011 14:30 uur | Van Straaten 17' Hendriks 44' Paau 57' Heijckmann 89' | Verslag       |               | Stadion: Sportpark De Heikant, Groesbeek Scheidsrechter: René Meijers |
| 16 oktober 2011 14:30 uur |                                                       |               |               | Stadion: Sportpark De Heikant, Groesbeek Scheidsrechter: René Meijers |
| 16 oktober 2011 14:30 uur |                                                       |               |               | Stadion: Sportpark De Heikant, Groesbeek Scheidsrechter: René Meijers |
|                           |                                                       |               |               |                                                                       |

De formatie van Eric Meijers wist te winnen van HSC '21, wat een doodssteek leek voor de Haaksbergenaren. HSC '21 zakte langzaam maar zeker verder terug, waardoor Haaglandia vanaf de 11e speelronde de enige concurrent van Achilles '29 was.
|                           |                             |               |         |                                                                        |
| 30 oktober 2011 14:30 uur | Achilles '29                | 3 – 0 (1 – 0) | HSC '21 | Stadion: Sportpark De Heikant, Groesbeek Scheidsrechter: Gino d'Onorio |
| 30 oktober 2011 14:30 uur | Hol 10' Hol 65' Goorman 74' | Verslag       |         | Stadion: Sportpark De Heikant, Groesbeek Scheidsrechter: Gino d'Onorio |
| 30 oktober 2011 14:30 uur |                             |               |         | Stadion: Sportpark De Heikant, Groesbeek Scheidsrechter: Gino d'Onorio |
| 30 oktober 2011 14:30 uur |                             |               |         | Stadion: Sportpark De Heikant, Groesbeek Scheidsrechter: Gino d'Onorio |
|                           |                             |               |         |                                                                        |

|                           |               |               |                                  |                                                                       |
| 5 november 2011 20:00 uur | JVC Cuijk     | 1 – 3 (0 – 1) | Achilles '29                     | Stadion: Sportpark de Groenendijkse, Cuijk Scheidsrechter: Roy Witlox |
| 5 november 2011 20:00 uur | Hofmeijer 82' | Verslag       | 19' Hol 68' Van Straaten 73' Hol | Stadion: Sportpark de Groenendijkse, Cuijk Scheidsrechter: Roy Witlox |
| 5 november 2011 20:00 uur |               |               |                                  | Stadion: Sportpark de Groenendijkse, Cuijk Scheidsrechter: Roy Witlox |
| 5 november 2011 20:00 uur |               |               |                                  | Stadion: Sportpark de Groenendijkse, Cuijk Scheidsrechter: Roy Witlox |
|                           |               |               |                                  |                                                                       |

|                            |            |               |                                                       |                                                                              |
| 13 november 2011 14:00 uur | SV Argon   | 1 – 4 (0 – 1) | Achilles '29                                          | Stadion: Gem. Sportpark de Hoofdweg, Mijdrecht Scheidsrechter: Barry Weijers |
| 13 november 2011 14:00 uur | Lokken 58' | Verslag       | 45' Goorman 46' Van Straaten 57' Hol 65' Van Straaten | Stadion: Gem. Sportpark de Hoofdweg, Mijdrecht Scheidsrechter: Barry Weijers |
| 13 november 2011 14:00 uur |            |               |                                                       | Stadion: Gem. Sportpark de Hoofdweg, Mijdrecht Scheidsrechter: Barry Weijers |
| 13 november 2011 14:00 uur |            |               |                                                       | Stadion: Gem. Sportpark de Hoofdweg, Mijdrecht Scheidsrechter: Barry Weijers |
|                            |            |               |                                                       |                                                                              |

In de laatste minuut moesten de Witzwarten een tegendoelpunt toelaten, wat Haaglandia een zege opleverde tegen de koploper en zo wat terrein wist terug te winnen in de race om het kampioenschap.
|                            |              |               |                        |                                                                         |
| 20 november 2011 14:30 uur | Achilles '29 | 0 – 1 (0 – 0) | Haaglandia/Sir Winston | Stadion: Sportpark De Heikant, Groesbeek Scheidsrechter: Arjan Laarhuis |
| 20 november 2011 14:30 uur |              | Verslag       | 89' Serbony            | Stadion: Sportpark De Heikant, Groesbeek Scheidsrechter: Arjan Laarhuis |
| 20 november 2011 14:30 uur |              |               |                        | Stadion: Sportpark De Heikant, Groesbeek Scheidsrechter: Arjan Laarhuis |
| 20 november 2011 14:30 uur |              |               |                        | Stadion: Sportpark De Heikant, Groesbeek Scheidsrechter: Arjan Laarhuis |
|                            |              |               |                        |                                                                         |

|                            |        |               |              |                                                                     |
| 27 november 2011 14:30 uur | VV UNA | 0 – 1 (0 – 1) | Achilles '29 | Stadion: Sportpark Zeelst, Zeelst Scheidsrechter: Killy Mandemakers |
| 27 november 2011 14:30 uur |        | Verslag       | 21' Paau     | Stadion: Sportpark Zeelst, Zeelst Scheidsrechter: Killy Mandemakers |
| 27 november 2011 14:30 uur |        |               |              | Stadion: Sportpark Zeelst, Zeelst Scheidsrechter: Killy Mandemakers |
| 27 november 2011 14:30 uur |        |               |              | Stadion: Sportpark Zeelst, Zeelst Scheidsrechter: Killy Mandemakers |
|                            |        |               |              |                                                                     |

Doordat Achilles '29 hard onderuit ging in Noordwijkerhout, en op de Heikant de stand op 0-0 bleef steken, is VVSB de enige club in de Topklasse Zondag waar de Groesbekers dit seizoen niet van hebben kunnen winnen. Dit is een knappe prestatie, gezien VVSB (per 6 mei) op de 11e plaats met liefst 34 punten achter de kampioen, Achilles '29.
|                           |                                                 |               |              |                                                                            |
| 4 december 2011 14:00 uur | VVSB                                            | 3 – 0 (2 – 0) | Achilles '29 | Stadion: Sportpark de Boekhorst, Noordwijkerhout Scheidsrechter: Menno Hof |
| 4 december 2011 14:00 uur | Bosma 4' Rijnbeek (e.d.) 45' Van der Weiden 88' | Verslag       |              | Stadion: Sportpark de Boekhorst, Noordwijkerhout Scheidsrechter: Menno Hof |
| 4 december 2011 14:00 uur |                                                 |               |              | Stadion: Sportpark de Boekhorst, Noordwijkerhout Scheidsrechter: Menno Hof |
| 4 december 2011 14:00 uur |                                                 |               |              | Stadion: Sportpark de Boekhorst, Noordwijkerhout Scheidsrechter: Menno Hof |
|                           |                                                 |               |              |                                                                            |

Na de wedstrijd tegen FC Hilversum had Achilles '29 nog een voorsprong van 2 punten op de nummer twee in de Topklasse, Haaglandia, waardoor het de winterkampioen (soms ook wel "herfstkampioen") van de Topklasse Zondag is.
|                            |                                                              |               |              |                                                                         |
| 11 december 2011 14:30 uur | Achilles '29                                                 | 5 – 0 (2 – 0) | FC Hilversum | Stadion: Sportpark De Heikant, Groesbeek Scheidsrechter: Ingmar Oostrom |
| 11 december 2011 14:30 uur | Scholten 29' Hol 35' Hendriks 61' Verhoeven 74' Hendriks 83' | Verslag       |              | Stadion: Sportpark De Heikant, Groesbeek Scheidsrechter: Ingmar Oostrom |
| 11 december 2011 14:30 uur |                                                              |               |              | Stadion: Sportpark De Heikant, Groesbeek Scheidsrechter: Ingmar Oostrom |
| 11 december 2011 14:30 uur |                                                              |               |              | Stadion: Sportpark De Heikant, Groesbeek Scheidsrechter: Ingmar Oostrom |
|                            |                                                              |               |              |                                                                         |

|                           |                 |               |              |                                                                                |
| 22 januari 2012 14:00 uur | HBS-Craeyenhout | 0 – 1 (0 – 1) | Achilles '29 | Stadion: Sportpark Daal en Bergselaan, Den Haag Scheidsrechter: Patrick Janson |
| 22 januari 2012 14:00 uur |                 | Verslag       | 24' Hol      | Stadion: Sportpark Daal en Bergselaan, Den Haag Scheidsrechter: Patrick Janson |
| 22 januari 2012 14:00 uur |                 |               |              | Stadion: Sportpark Daal en Bergselaan, Den Haag Scheidsrechter: Patrick Janson |
| 22 januari 2012 14:00 uur |                 |               |              | Stadion: Sportpark Daal en Bergselaan, Den Haag Scheidsrechter: Patrick Janson |
|                           |                 |               |              |                                                                                |

|                           |              |               |                         |                                                                     |
| 29 januari 2012 14:00 uur | Achilles '29 | 0 – 2 (0 – 0) | EVV                     | Stadion: Sportpark De Heikant, Groesbeek Scheidsrechter: Roy Witlox |
| 29 januari 2012 14:00 uur |              | Verslag       | 86' Rychlik 89' Rychlik | Stadion: Sportpark De Heikant, Groesbeek Scheidsrechter: Roy Witlox |
| 29 januari 2012 14:00 uur |              |               |                         | Stadion: Sportpark De Heikant, Groesbeek Scheidsrechter: Roy Witlox |
| 29 januari 2012 14:00 uur |              |               |                         | Stadion: Sportpark De Heikant, Groesbeek Scheidsrechter: Roy Witlox |
|                           |              |               |                         |                                                                     |

Door het ongunstige weer werd ook de thuiswedstrijd tegen FC Lienden afgelast. De wedstrijd werd verschoven van 12 februari naar de vrije speeldag op zondag 26 februari.
|                            |                      |               |            |                                                                        |
| 26 februari 2012 14:30 uur | Achilles '29         | 2 – 1 (0 – 0) | FC Lienden | Stadion: Sportpark De Heikant, Groesbeek Scheidsrechter: Jan Tempelaar |
| 26 februari 2012 14:30 uur | Hendriks 46' Hol 49' | Verslag       | 82' Ripson | Stadion: Sportpark De Heikant, Groesbeek Scheidsrechter: Jan Tempelaar |
| 26 februari 2012 14:30 uur |                      |               |            | Stadion: Sportpark De Heikant, Groesbeek Scheidsrechter: Jan Tempelaar |
| 26 februari 2012 14:30 uur |                      |               |            | Stadion: Sportpark De Heikant, Groesbeek Scheidsrechter: Jan Tempelaar |
|                            |                      |               |            |                                                                        |

|                        |                             |               |                                                      |                                                                         |
| 4 maart 2012 14:30 uur | Amsterdamsche Football Club | 0 – 4 (0 – 1) | Achilles '29                                         | Stadion: Sportpark Goed Genoeg, Amsterdam Scheidsrechter: Barry Weijers |
| 4 maart 2012 14:30 uur |                             | Verslag       | 37' Paau 56' Verhoeven 74' Hendriks 88' Van Straaten | Stadion: Sportpark Goed Genoeg, Amsterdam Scheidsrechter: Barry Weijers |
| 4 maart 2012 14:30 uur |                             |               |                                                      | Stadion: Sportpark Goed Genoeg, Amsterdam Scheidsrechter: Barry Weijers |
| 4 maart 2012 14:30 uur |                             |               |                                                      | Stadion: Sportpark Goed Genoeg, Amsterdam Scheidsrechter: Barry Weijers |
|                        |                             |               |                                                      |                                                                         |

Het tweede doelpunt van de wedstrijd tegen degradatiekandidaat Quick '20 (de 2-0 van Daan Paau) was het honderdste doelpunt in de Topklasse Zondag van de Groesbeekse formatie. Voor Achilles '29 waren er slechts twee ploegen die eerder deze grens van 100 doelpunten wisten te bereiken: Haaglandia (negen speelronden eerder) en AFC (één speelronde eerder).
|                         |                                           |               |           |                                                                       |
| 11 maart 2012 14:30 uur | Achilles '29                              | 4 – 0 (3 – 0) | Quick '20 | Stadion: Sportpark De Heikant, Groesbeek Scheidsrechter: René Meijers |
| 11 maart 2012 14:30 uur | Paau 5' Paau 9' Hendriks 29' Hendriks 66' | Verslag       |           | Stadion: Sportpark De Heikant, Groesbeek Scheidsrechter: René Meijers |
| 11 maart 2012 14:30 uur |                                           |               |           | Stadion: Sportpark De Heikant, Groesbeek Scheidsrechter: René Meijers |
| 11 maart 2012 14:30 uur |                                           |               |           | Stadion: Sportpark De Heikant, Groesbeek Scheidsrechter: René Meijers |
|                         |                                           |               |           |                                                                       |

Op 18 maart 2012 maakte spits Ivo Rigter voor het eerst sinds 13 maart 2011 weer speelminuten voor het eerste elftal van Achilles. Eerder dit seizoen speelde hij al tweemaal mee voor het tweede elftal, waarin hij viermaal wist te scoren. Tijdens zijn rentree maakte hij het eerste doelpunt van de middag en ging verder waar hij het seizoen daarvoor was geëindigd: scoren.
Het vorige seizoen wist hij namelijk dertienmaal het net te vinden in de Topklasse en werd daarmee tweede op de topscorerslijst, ook al scheurde hij in de wedstrijd tegen JVC Cuijk op 13 maart 2011 zijn kruisbanden af waardoor hij het laatste kwart van het seizoen niet kon spelen. Rigter was meerdere seizoenen topscorer van de Hoofdklasse C en is een van de meest productiefste spitsen van Achilles '29 ooit, waar hij speelt sinds het seizoen 2004/05.
|                         |               |               |                    |                                                                     |
| 18 maart 2012 14:00 uur | HVV Hollandia | 1 – 2 (0 – 1) | Achilles '29       | Stadion: Sportpark Julianapark, Hoorn Scheidsrechter: Barry Weijers |
| 18 maart 2012 14:00 uur | Robert 52'    | Verslag       | 42' Rigter 54' Hol | Stadion: Sportpark Julianapark, Hoorn Scheidsrechter: Barry Weijers |
| 18 maart 2012 14:00 uur |               |               |                    | Stadion: Sportpark Julianapark, Hoorn Scheidsrechter: Barry Weijers |
| 18 maart 2012 14:00 uur |               |               |                    | Stadion: Sportpark Julianapark, Hoorn Scheidsrechter: Barry Weijers |
|                         |               |               |                    |                                                                     |

|                         |                                                   |               |                |                                                                        |
| 24 maart 2012 20:00 uur | Achilles '29                                      | 4 – 1 (2 – 1) | WKE            | Stadion: Sportpark De Heikant, Groesbeek Scheidsrechter: Lorenzo Cairo |
| 24 maart 2012 20:00 uur | Scholten 36' Hendriks 48' Hendriks 58' Mormon 90' | Verslag       | 3' Fik 12' Fik | Stadion: Sportpark De Heikant, Groesbeek Scheidsrechter: Lorenzo Cairo |
| 24 maart 2012 20:00 uur |                                                   |               |                | Stadion: Sportpark De Heikant, Groesbeek Scheidsrechter: Lorenzo Cairo |
| 24 maart 2012 20:00 uur |                                                   |               |                | Stadion: Sportpark De Heikant, Groesbeek Scheidsrechter: Lorenzo Cairo |
|                         |                                                   |               |                |                                                                        |

|                        |         |               |              |                                                                                       |
| 1 april 2012 14:00 uur | HSC '21 | 0 – 1 (0 – 1) | Achilles '29 | Stadion: Sportpark Groot Scholtenhagen, Haaksbergen Scheidsrechter: Killy Mandemakers |
| 1 april 2012 14:00 uur |         | Verslag       | 11' Hendriks | Stadion: Sportpark Groot Scholtenhagen, Haaksbergen Scheidsrechter: Killy Mandemakers |
| 1 april 2012 14:00 uur |         |               |              | Stadion: Sportpark Groot Scholtenhagen, Haaksbergen Scheidsrechter: Killy Mandemakers |
| 1 april 2012 14:00 uur |         |               |              | Stadion: Sportpark Groot Scholtenhagen, Haaksbergen Scheidsrechter: Killy Mandemakers |
|                        |         |               |              |                                                                                       |

Wegens de strenge vorst in de eerste week van februari heeft de KNVB besloten alle amateurwedstrijden van dit weekeinde af te gelasten. Daaronder ook de Groesbeekse derby tussen De Treffers en Achilles '29 die op 5 februari zou worden gespeeld. De datum van de inhaalronde was het weekend van 18 en 19 februari, maar omdat in Groesbeek dan flink carnaval gevierd wordt, kregen de clubs van de KNVB toestemming samen tot een overeenstemming te komen. De geplande datum was woensdag 15 februari, maar het hoofdveld van de roodzwarten was nog niet bespeelbaar. Er werd nu uitgeweken naar paasmaandag.
|                        |             |               |                                                               |                                                                  |
| 9 april 2012 14:30 uur | De Treffers | 1 – 3 (1 – 2) | Achilles '29                                                  | Stadion: Sportpark Zuid, Groesbeek Scheidsrechter: Gino d'Onorio |
| 9 april 2012 14:30 uur | Beijer 33'  | Verslag       | 6' Hol 24' Van Straaten (pen.) 89' Janssen (e.d.) 42' Sanders | Stadion: Sportpark Zuid, Groesbeek Scheidsrechter: Gino d'Onorio |
| 9 april 2012 14:30 uur |             |               |                                                               | Stadion: Sportpark Zuid, Groesbeek Scheidsrechter: Gino d'Onorio |
| 9 april 2012 14:30 uur |             |               |                                                               | Stadion: Sportpark Zuid, Groesbeek Scheidsrechter: Gino d'Onorio |
|                        |             |               |                                                               |                                                                  |

Achilles '29 trof de hoofdmacht van JVC Cuijk op 15 april. Voorafgaand aan de speelronde had Achilles '29 8 punten voorsprong op Haaglandia, dat moest uitkomen tegen het hooggeplaatste WKE, met nog vier wedstrijden te spelen. Als de Witzwarten wisten te winnen van JVC en Haaglandia had in eigen huis punten laten liggen (gelijkspel of verlies), dan zou Achilles '29 niet meer in te halen te zijn en dus kampioen zijn. De wedstrijd tussen Haaglandia en WKE was een half uur eerder begonnen en eindigde in een 3-0-overwinning voor de thuisploeg, waardoor tijdens de tweede helft het kampioenschap een week moest worden uitgesteld.
|                         |                 |               |                                     |                                                                          |
| 15 april 2012 14:30 uur | Achilles '29    | 2 – 2 (1 – 1) | JVC Cuijk                           | Stadion: Sportpark De Heikant, Groesbeek Scheidsrechter: Alex van Kraaij |
| 15 april 2012 14:30 uur | Hol 42' Hol 58' | Verslag       | 30' El Allachi 51' Hofmeijer (pen.) | Stadion: Sportpark De Heikant, Groesbeek Scheidsrechter: Alex van Kraaij |
| 15 april 2012 14:30 uur |                 |               |                                     | Stadion: Sportpark De Heikant, Groesbeek Scheidsrechter: Alex van Kraaij |
| 15 april 2012 14:30 uur |                 |               |                                     | Stadion: Sportpark De Heikant, Groesbeek Scheidsrechter: Alex van Kraaij |
|                         |                 |               |                                     |                                                                          |

In de 28e speelronde konden de Groesbekenaren kampioen worden en dit deden ze ook. Achilles '29 moest winnen of gelijkspelen om kampioen te worden, afhankelijk van het resultaat van de Rijswijkers. Achilles '29 begon fel, maar moest verrassend als eerste de bal uit het net halen. Daarna kregen de Heikanters het vizier wel op scherp en werd Argon kansloos opzij gezet. Omdat Haaglandia, ondanks een 0-1-voorsprong, tweemaal rood zag en 3 tegendoelpunten kreeg, verloor Haaglandia de wedstrijd tegen HSC '21 en hierdoor de laatste kans op de titel. De voorsprong werd 9 punten met nog 2 wedstrijden te gaan, waardoor Achilles '29 gehuldigd werd tot kampioen in de Topklasse Zondag. Hierdoor zijn de Witzwarten de eerste amateurclub die de Topklasse Zondag wint, gezien FC Oss een Betaald Voetbal Organisatie is.
|                         |                                                                          |               |                       |                                                                       |
| 22 april 2012 14:30 uur | Achilles '29                                                             | 6 – 2 (4 – 1) | SV Argon              | Stadion: Sportpark De Heikant, Groesbeek Scheidsrechter: Martin Pérez |
| 22 april 2012 14:30 uur | Paau 15' Hol 17' Hendriks 40' Van Straaten 45' Rijnbeek 49' Scholten 55' | Verslag       | 10' Lokken 59' Lokken | Stadion: Sportpark De Heikant, Groesbeek Scheidsrechter: Martin Pérez |
| 22 april 2012 14:30 uur |                                                                          |               |                       | Stadion: Sportpark De Heikant, Groesbeek Scheidsrechter: Martin Pérez |
| 22 april 2012 14:30 uur |                                                                          |               |                       | Stadion: Sportpark De Heikant, Groesbeek Scheidsrechter: Martin Pérez |
|                         |                                                                          |               |                       |                                                                       |

Opvallend is dat dit de eerste wedstrijd in de Topklasse Zondag van het seizoen is, waar Barry Ditewig niet onder de lat staat, maar vertrekkend doelman Van de Beek. De reden voor zijn vertrek is de weinige speeltijd die hij maakt. De invallers Sebens en Rigter voelden elkaar goed aan om in de laatste minuten de wedstrijd in het voordeel van Achilles '29 te beslissen.
|                      |                        |               |                         |                                                                            |
| 6 mei 2012 14:30 uur | Haaglandia/Sir Winston | 1 – 2 (0 – 1) | Achilles '29            | Stadion: Sportpark Prinses Irene, Rijswijk Scheidsrechter: Richard Martens |
| 6 mei 2012 14:30 uur | Van Bochoven 69'       | Verslag       | 41' Rijnbeek 88' Rigter | Stadion: Sportpark Prinses Irene, Rijswijk Scheidsrechter: Richard Martens |
| 6 mei 2012 14:30 uur |                        |               |                         | Stadion: Sportpark Prinses Irene, Rijswijk Scheidsrechter: Richard Martens |
| 6 mei 2012 14:30 uur |                        |               |                         | Stadion: Sportpark Prinses Irene, Rijswijk Scheidsrechter: Richard Martens |
|                      |                        |               |                         |                                                                            |

|                       |                    |               |                                               |                                                                     |
| 13 mei 2012 14:30 uur | Achilles '29       | 2 – 3 (1 – 2) | VV UNA                                        | Stadion: Sportpark De Heikant, Groesbeek Scheidsrechter: Roy Witlox |
| 13 mei 2012 14:30 uur | Hol 39' Sebens 71' | Verslag       | 16' Van Boekel 44' Boogers (pen.) 76' Wiekema | Stadion: Sportpark De Heikant, Groesbeek Scheidsrechter: Roy Witlox |
| 13 mei 2012 14:30 uur |                    |               |                                               | Stadion: Sportpark De Heikant, Groesbeek Scheidsrechter: Roy Witlox |
| 13 mei 2012 14:30 uur |                    |               |                                               | Stadion: Sportpark De Heikant, Groesbeek Scheidsrechter: Roy Witlox |
|                       |                    |               |                                               |                                                                     |

### Stand
Hieronder staat de tussenstand in de Topklasse Zondag na 30 speelrondes.
```

```

| #   | Club            | P  | GS | W  | G  | V  | DV | DT | DS  | Resultaat                                      |
| --- | --------------- | -- | -- | -- | -- | -- | -- | -- | --- | ---------------------------------------------- |
| 1.  | 0Achilles '29 1 | 71 | 30 | 23 | 2  | 5  | 72 | 26 | 46  | 0Kampioen Topklasse Zondag0                    |
| 2.  | 0Haaglandia     | 62 | 30 | 20 | 2  | 8  | 82 | 50 | 32  | 0Lijfsbehoud0                                  |
| 3.  | 0WKE            | 53 | 30 | 16 | 5  | 9  | 52 | 49 | 3   | 0Lijfsbehoud0                                  |
| 4.  | 0De Treffers    | 50 | 30 | 14 | 8  | 8  | 59 | 41 | 18  | 0Lijfsbehoud0                                  |
| 5.  | 0HSC '21        | 49 | 30 | 13 | 10 | 7  | 61 | 40 | 21  | 0Lijfsbehoud0                                  |
| 6.  | 0EVV            | 47 | 30 | 13 | 8  | 9  | 50 | 43 | 7   | 0Lijfsbehoud0                                  |
| 7.  | 0FC Lienden     | 46 | 30 | 14 | 4  | 12 | 49 | 40 | 9   | 0Lijfsbehoud0                                  |
| 8.  | 0HBS            | 44 | 30 | 14 | 2  | 14 | 55 | 66 | −7  | 0Lijfsbehoud0                                  |
| 9.  | 0HVV Hollandia  | 46 | 30 | 14 | 4  | 12 | 45 | 39 | 6   | 0Lijfsbehoud0                                  |
| 10. | 0AFC            | 38 | 30 | 10 | 8  | 12 | 57 | 55 | 2   | 0Lijfsbehoud0                                  |
| 11. | 0VVSB           | 37 | 30 | 10 | 7  | 13 | 37 | 41 | −4  | 0Lijfsbehoud0                                  |
| 12. | 0JVC Cuijk      | 37 | 30 | 10 | 7  | 13 | 44 | 49 | −5  | 0Lijfsbehoud0                                  |
| 13. | 0VV UNA         | 32 | 30 | 9  | 5  | 16 | 48 | 61 | −13 | 0Promotie-/degradatiewedstrijden0              |
| 14. | 0FC Hilversum 2 | 31 | 30 | 8  | 7  | 15 | 34 | 60 | −26 | 0Rechtstreekse degradatie0 Hoofdklasse Zondag0 |
| 15. | 0SV Argon 3     | 25 | 30 | 6  | 7  | 17 | 38 | 63 | −25 | 0Rechtstreekse degradatie0 Hoofdklasse Zondag0 |
| 16. | 0Quick '20 4    | 8  | 30 | 2  | 2  | 26 | 23 | 87 | −64 | 0Rechtstreekse degradatie0 Hoofdklasse Zondag0 |

2 FC Hilversum is sinds de 30e speelronde zeker van degradatie. Om (rechtstreekse) degradatie te ontlopen, moest de club op de 13e plaats eindigen. Door verlies tegen WKE op 12 mei, had VV UNA op 13 mei de kans om deze 13e plaats over te nemen en de mogelijkheid voor nacompetitie te bereiken. Door 3-2 winst bij de kampioen Achilles '29 degradeerde Hilversum met een achterstand van 1 punt.

3 SV Argon is sinds de 29e speelronde zeker van degradatie. Om (rechtstreekse) degradatie te ontlopen, moest de club op de 13e plaats eindigen. Per 6 mei werd deze plek bezet door FC Hilversum met 31 punten, waar Argon 25 punten had met nog één wedstrijd te spelen. Het zou dus maximaal op 28 punten uit kunnen komen, waardoor het 15e zal blijven (14e: UNA, 29 punten).

Hieronder staat de stand en aantal punten van Achilles '29 per speelronde weergegeven.
| Speelronde              | 1  | 2  | 3  | 4  | 5  | 6  | 7  | 8  | 9  | 10 | 11 | 12 | 13 | 14 | 15 | 16 | 17 | 18 | 19 | 201 | 21 | 22 | 23 | 24 | 25 | 26 | 201 | 27 | 28 | 29 | 30 | Eindstand |
| ----------------------- | -- | -- | -- | -- | -- | -- | -- | -- | -- | -- | -- | -- | -- | -- | -- | -- | -- | -- | -- | --- | -- | -- | -- | -- | -- | -- | --- | -- | -- | -- | -- | --------- |
| Punten in de speelronde | 03 | 01 | 03 | 3  | 3  | 3  | 3  | 3  | 0  | 3  | 3  | 3  | 3  | 0  | 3  | 0  | 3  | 3  | 0  | (-) | 3  | 3  | 3  | 3  | 3  | 3  | 3   | 1  | 3  | 3  | 0  | Eindstand |
| Puntentotaal            | 03 | 04 | 07 | 10 | 13 | 16 | 19 | 22 | 22 | 25 | 28 | 31 | 34 | 34 | 37 | 37 | 40 | 43 | 43 | 43  | 46 | 49 | 52 | 55 | 58 | 61 | 64  | 65 | 68 | 71 | 71 | 71        |
| Stand                   | 02 | 03 | 02 | 2  | 2  | 1  | 1  | 1  | 1  | 1  | 1  | 1  | 1  | 1  | 1  | 1  | 1  | 1  | 1  | 2   | 2  | 1  | 1  | 1  | 1  | 1  | 1   | 1  | 1  | 1  | 1  | 1         |

1 De wedstrijd tussen dorpsgenoten Achilles '29 en De Treffers werd vanwege het slechte winterweer afgelast en meer als twee maanden later ingehaald, waardoor Haaglandia tijdelijk de koppositie wist over te nemen.

## Algemeen amateurkampioenschap
Omdat Achilles '29 kampioen was van de Topklasse Zondag en hierdoor direct (voor het eerst in de clubgeschiedenis) de landskampioen van de zondagamateurs was, zou het in de laatste weken van mei uitkomen tegen de kampioen van de Topklasse Zaterdag, SV Spakenburg, om te strijden voor de titel 'algemeen kampioen van het Nederlands amateurvoetbal'. De data voor de twee wedstrijden die werden gespeeld (een op De Heikant en een op Sportpark De Westmaat) zijn 19 mei en 26 mei, beiden om 15:00 uur. Op 3 mei wees loting uit dat Achilles '29 de eerste wedstrijd thuis speelde. Omdat Achilles over deze twee wedstrijden de winnaar was, moest het elftal op 11 augustus op De Heikant aantreden voor de Super Cup voor amateurs tegen de bekerwinnaar van dit seizoen, RKSV Leonidas, wat uiteindelijk met 2-1 werd gewonnen.
In de thuiswedstrijd tegen SV Spakenburg, op een goed gevulde Heikant, werd driemaal gescoord door Achilles. Door deze 3 goals kwam het totaal aantal gescoorde doelpunten in officiële wedstrijden van dit seizoen door Achilles '29 op 100 te staan. De 100e treffer werd door Daan Paau gemaakt. Paau maakte eerder dit seizoen ook al de 100e treffer in de Topklasse voor de Heikanters.
In de terugwedstrijd in Spakenburg won Achilles zonder veel moeite met 0-2, waardoor de eindstand (5-0) een overwinning voor Achilles uitwees. Het was de eerste overwinning van het algemeen amateurkampioenschap door de club; SV Spakenburg wist deze titel al eenmaal eerder te winnen (1985).
|                       |                              |               |               |                                                                         |
| 19 mei 2012 15:00 uur | Achilles '29                 | 3 – 0 (2 – 0) | SV Spakenburg | Stadion: Sportpark De Heikant, Groesbeek Scheidsrechter: Wim Bronsvoort |
| 19 mei 2012 15:00 uur | Hendriks 3' Hol 18' Paau 60' | Verslag       |               | Stadion: Sportpark De Heikant, Groesbeek Scheidsrechter: Wim Bronsvoort |
| 19 mei 2012 15:00 uur |                              |               |               | Stadion: Sportpark De Heikant, Groesbeek Scheidsrechter: Wim Bronsvoort |
| 19 mei 2012 15:00 uur |                              |               |               | Stadion: Sportpark De Heikant, Groesbeek Scheidsrechter: Wim Bronsvoort |
|                       |                              |               |               |                                                                         |

|                       |               |               |                     |                                                                          |
| 26 mei 2012 15:00 uur | SV Spakenburg | 0 – 2 (0 – 1) | Achilles '29        | Stadion: Sportpark de Westmaat, Spakenburg Scheidsrechter: Lorenzo Cairo |
| 26 mei 2012 15:00 uur |               | Verslag       | 3' Hendriks 61' Hol | Stadion: Sportpark de Westmaat, Spakenburg Scheidsrechter: Lorenzo Cairo |
| 26 mei 2012 15:00 uur |               |               |                     | Stadion: Sportpark de Westmaat, Spakenburg Scheidsrechter: Lorenzo Cairo |
| 26 mei 2012 15:00 uur |               |               |                     | Stadion: Sportpark de Westmaat, Spakenburg Scheidsrechter: Lorenzo Cairo |
|                       |               |               |                     |                                                                          |

## Vriendschappelijke wedstrijden
Hieronder staat een overzicht van alle vriendschappelijke wedstrijden die de Groesbekers speelden voor, tijdens en na het seizoen vermeld. De gescoorde goals worden niet meegeteld in de lijst voor topschutters.

### Voorbereiding seizoen 2011/12
Als voorbereiding speelde Achilles '29 onder meer tegen zaterdagtopklasser Rijnsburgse Boys, de beloftes van FC Twente en het eerste elftal van 1. FC Kleve, wat net over de grens ligt. Hieronder een overzicht. Omdat Achilles '29 zelf niet veel informatie naar buiten bracht over deze wedstrijden, zijn niet overal de doelpuntenmaker en ruststand vermeld.
|                        |                  |               |              |                                          |
| 23 juli 2011 16:00 uur | Rijnsburgse Boys | 1 – 1 (0 – 1) | Achilles '29 | Stadion: Sportpark Middelmors, Rijnsburg |
| 23 juli 2011 16:00 uur | Olenski          | Verslag       | Hendriks     | Stadion: Sportpark Middelmors, Rijnsburg |
| 23 juli 2011 16:00 uur |                  |               |              | Stadion: Sportpark Middelmors, Rijnsburg |
| 23 juli 2011 16:00 uur |                  |               |              | Stadion: Sportpark Middelmors, Rijnsburg |
|                        |                  |               |              |                                          |

|                        |                    |                    |             |                                          |
| 26 juli 2011 20:00 uur | Achilles '29       | 2 – 0 (0 – 0)      | 1. FC Kleve | Stadion: Sportpark De Heikant, Groesbeek |
| 26 juli 2011 20:00 uur | Heijckmann Sanders | Verslag[dode link] |             | Stadion: Sportpark De Heikant, Groesbeek |
| 26 juli 2011 20:00 uur |                    |                    |             | Stadion: Sportpark De Heikant, Groesbeek |
| 26 juli 2011 20:00 uur |                    |                    |             | Stadion: Sportpark De Heikant, Groesbeek |
|                        |                    |                    |             |                                          |

|                        |              |               |                |                                          |
| 30 juli 2011 15:00 uur | Achilles '29 | 0 – 1 (0 – 0) | Jong FC Twente | Stadion: Sportpark De Heikant, Groesbeek |
| 30 juli 2011 15:00 uur |              | Verslag       | Zschusschen    | Stadion: Sportpark De Heikant, Groesbeek |
| 30 juli 2011 15:00 uur |              |               |                | Stadion: Sportpark De Heikant, Groesbeek |
| 30 juli 2011 15:00 uur |              |               |                | Stadion: Sportpark De Heikant, Groesbeek |
|                        |              |               |                |                                          |

|                           |                        |               |               |                                          |
| 2 augustus 2011 20:00 uur | Achilles '29           | 2 – 1 (1 – 0) | CSV Apeldoorn | Stadion: Sportpark De Heikant, Groesbeek |
| 2 augustus 2011 20:00 uur | Hendriks D. Van Putten | Verslag       | 0             | Stadion: Sportpark De Heikant, Groesbeek |
| 2 augustus 2011 20:00 uur |                        |               |               | Stadion: Sportpark De Heikant, Groesbeek |
| 2 augustus 2011 20:00 uur |                        |               |               | Stadion: Sportpark De Heikant, Groesbeek |
|                           |                        |               |               |                                          |

|                           |               |                    |                                                     |                                             |
| 6 augustus 2011 16:00 uur | VV Glanerbrug | 1 – 5 (0 – 3)      | Achilles '29                                        | Stadion: Sportpark 't Bultserve, Glanerbrug |
| 6 augustus 2011 16:00 uur | 0             | Verslag[dode link] | Hendriks Verhoeven (pen.) Hendriks Verhoeven (pen.) | Stadion: Sportpark 't Bultserve, Glanerbrug |
| 6 augustus 2011 16:00 uur |               |                    |                                                     | Stadion: Sportpark 't Bultserve, Glanerbrug |
| 6 augustus 2011 16:00 uur |               |                    |                                                     | Stadion: Sportpark 't Bultserve, Glanerbrug |
|                           |               |                    |                                                     |                                             |

|                           |                      |                    |           |                                          |
| 9 augustus 2011 20:00 uur | Achilles '29         | 2 – 2 (0 – 1)      | SV Venray | Stadion: Sportpark De Heikant, Groesbeek |
| 9 augustus 2011 20:00 uur | Verhoeven (pen.) Hol | Verslag[dode link] | (pen.) 0  | Stadion: Sportpark De Heikant, Groesbeek |
| 9 augustus 2011 20:00 uur |                      |                    |           | Stadion: Sportpark De Heikant, Groesbeek |
| 9 augustus 2011 20:00 uur |                      |                    |           | Stadion: Sportpark De Heikant, Groesbeek |
|                           |                      |                    |           |                                          |

### Trainingskamp Valencia
Achilles '29 ging gedurende de winterstop van 2012 als winterkampioen op trainingskamp naar het Spaanse Valencia. Het speelde twee wedstrijden: een tegen de amateurs van De Meern en een tegen NAC Breda, dat uitkwam in de Eredivisie.
|                          |              |                    |             |                         |
| 5 januari 2012 13:30 uur | Achilles '29 | 1 – 1 (0 – 1)      | VV De Meern | Stadion: n.b., Valencia |
| 5 januari 2012 13:30 uur | Hol          | Verslag[dode link] | Kroneman    | Stadion: n.b., Valencia |
| 5 januari 2012 13:30 uur |              |                    |             | Stadion: n.b., Valencia |
| 5 januari 2012 13:30 uur |              |                    |             | Stadion: n.b., Valencia |
|                          |              |                    |             |                         |

|                          |               |                    |              |                         |
| 8 januari 2012 14:30 uur | NAC Breda     | 2 – 0 (0 – 0)      | Achilles '29 | Stadion: n.b., Valencia |
| 8 januari 2012 14:30 uur | Schilder Kolk | Verslag[dode link] |              | Stadion: n.b., Valencia |
| 8 januari 2012 14:30 uur |               |                    |              | Stadion: n.b., Valencia |
| 8 januari 2012 14:30 uur |               |                    |              | Stadion: n.b., Valencia |
|                          |               |                    |              |                         |

### Winterweer
Niet lang na de winterstop kreeg Nederland te maken met een koudegolf. Door het koude weer waren veel velden bevroren, waardoor in het amateurvoetbal twee hele speelronden werden afgelast. De Groesbekers konden weliswaar uitwijken naar het kunstgrasveld, maar de KNVB bleef bij zijn keus om de speelronden af te gelasten. Om wel in vorm te blijven, besloten de Witzwarten om mede-Cupfighter en -topklasser GVVV uit Veenendaal en om wederom het Limburgse SV Venray uit te nodigen.
|                            |                                      |               |      |                                          |
| 11 februari 2012 15:00 uur | Achilles '29                         | 3 – 0 (0 – 0) | GVVV | Stadion: Sportpark De Heikant, Groesbeek |
| 11 februari 2012 15:00 uur | Goorman Hendriks Van Straaten (pen.) | Verslag       |      | Stadion: Sportpark De Heikant, Groesbeek |
| 11 februari 2012 15:00 uur |                                      |               |      | Stadion: Sportpark De Heikant, Groesbeek |
| 11 februari 2012 15:00 uur |                                      |               |      | Stadion: Sportpark De Heikant, Groesbeek |
|                            |                                      |               |      |                                          |

|                            |              |               |           |                                          |
| 16 februari 2012 20:00 uur | Achilles '29 | 2 – 2 (1 – 1) | SV Venray | Stadion: Sportpark De Heikant, Groesbeek |
| 16 februari 2012 20:00 uur | Verslag      |               |           | Stadion: Sportpark De Heikant, Groesbeek |
| 16 februari 2012 20:00 uur |              |               |           | Stadion: Sportpark De Heikant, Groesbeek |
| 16 februari 2012 20:00 uur |              |               |           | Stadion: Sportpark De Heikant, Groesbeek |
|                            |              |               |           |                                          |

### Achilles-toernooi
Een dag na het jaarlijkse Zwart Wit-feest, de 83e verjaardag én de kampioensreceptie van Achilles '29 (allen 1 juni) speelde Achilles '29 op een toernooi uitsluitend bestaand uit voetbalclubs van de Achilles-familie. Het toernooi was georganiseerd in verband met het 100-jarig bestaan van zowel Achilles Reek uit Reek en Achilles '12 uit Hengelo. De andere genodigden waren Achilles 1894 uit Assen, Achilles Veen uit Veen en cvv Achilles uit Enschede. Van deze zes clubs speelt Achilles '29 op het hoogste niveau, ze mochten dan ook gezien worden als de te kloppen ploeg. De toernooivorm is een poule. Op zaterdag 2 juni stond om 12:00 uur de aanvang gepland en om 18:00 uur de prijsuitreiking. Alle wedstrijden duurden 20 minuten.
Achilles 1894 wist de meeste punten te verzamelen, waardoor zij er met de prijs vandoor gingen.
Tijdens het toernooi vielen aanvoerder Twan Smits en verdediger Tim Konings geblesseerd uit, Thijs Hendriks speelde niet mee, omdat hij enkele dagen eerder een operatie aan zijn knie heeft ondergaan.
Omdat Achilles Veen op die dag een wedstrijd tegen FC Rijnvogels moest spelen voor (hoofd)klassebehoud, konden de Brabanders niet meedoen aan het toernooi – ze wisten overigens met 0-2 te winnen, waardoor ze in de Hoofdklasse bleven.
|             |              |       |               |                                                |
| 2 juni 2012 | Achilles '29 | 0 – 0 | Achilles 1894 | Stadion: Gem. Sportpark Mgr. Suijsstraat, Reek |
| 2 juni 2012 |              |       |               | Stadion: Gem. Sportpark Mgr. Suijsstraat, Reek |
| 2 juni 2012 |              |       |               | Stadion: Gem. Sportpark Mgr. Suijsstraat, Reek |
| 2 juni 2012 |              |       |               | Stadion: Gem. Sportpark Mgr. Suijsstraat, Reek |
|             |              |       |               |                                                |

|             |              |       |               |                                                |
| 2 juni 2012 | Achilles '29 | 3 – 1 | Achilles Reek | Stadion: Gem. Sportpark Mgr. Suijsstraat, Reek |
| 2 juni 2012 |              |       |               | Stadion: Gem. Sportpark Mgr. Suijsstraat, Reek |
| 2 juni 2012 |              |       |               | Stadion: Gem. Sportpark Mgr. Suijsstraat, Reek |
| 2 juni 2012 |              |       |               | Stadion: Gem. Sportpark Mgr. Suijsstraat, Reek |
|             |              |       |               |                                                |

|             |              |       |              |                                                |
| 2 juni 2012 | Achilles '29 | 0 – 2 | Achilles '12 | Stadion: Gem. Sportpark Mgr. Suijsstraat, Reek |
| 2 juni 2012 |              |       |              | Stadion: Gem. Sportpark Mgr. Suijsstraat, Reek |
| 2 juni 2012 |              |       |              | Stadion: Gem. Sportpark Mgr. Suijsstraat, Reek |
| 2 juni 2012 |              |       |              | Stadion: Gem. Sportpark Mgr. Suijsstraat, Reek |
|             |              |       |              |                                                |

|             |              |       |              |                                                |
| 2 juni 2012 | Achilles '29 | 4 – 1 | cvv Achilles | Stadion: Gem. Sportpark Mgr. Suijsstraat, Reek |
| 2 juni 2012 |              |       |              | Stadion: Gem. Sportpark Mgr. Suijsstraat, Reek |
| 2 juni 2012 |              |       |              | Stadion: Gem. Sportpark Mgr. Suijsstraat, Reek |
| 2 juni 2012 |              |       |              | Stadion: Gem. Sportpark Mgr. Suijsstraat, Reek |
|             |              |       |              |                                                |